# 整编师
整编师是1946年至1948年中华民国国军的编制单位，通常由军改编为整编师，下辖3个旅6个团，1947年，改为每旅辖3团，即2旅6团或3旅9团编制。

## 历史
1945年8月抗日战争胜利时，国民革命军虽然经过1945年春季的精简裁军，但仍然有120个军354个师的庞大规模。不论从国府的财政能力、战后全国民意、政协决议影响、国际影响特别是美援压力，“整编国军不独为国人一致之要求，即盟邦人士亦莫不一致希望，此种整军政策关系抗战胜负与国家命脉，中央原早有定策”，国民政府军事委员会决定精简为90个整编师的国防陆军，另外给共军18个师的番号和员额。
1945年7月底国民政府军事委员会军政部编制《军事委员会陆军整理计划》，1945年8月20日军事委员会核准，附件有《全国陆军部队军事机关学校现状一览表》、《复员时应保留陆军部队及人员数目表》、《陆军各部队复员所需经费估计表》、《东北游击部队处理计划》和《东北伪军及伪盟旗保安部队处理计划》。截至1945年7月底，全国陆军部队加军事机构和学校在编人员总计约524万人，其中：步兵、骑兵师共280个；炮兵团32个；工兵团26个；辎汽团20个又8个营；挺进部队约25万人；按照编制，前述各部合计为420万人，其余100余万则为军事机构和学校的人数。
- 步兵：“战后决以师为最大单位，其编制按现行‘甲种’师编制加以修正”，整编分三期，将陆军逐步缩编为80－100个师，其余步兵师旅一律撤销”。100个步兵师总人数为1,377,000人，则每师应为13,770人。
- 骑兵现有3个军18个师约9万人，计划按‘甲’种骑兵师编制缩编成10个师后，人数减为73,160，裁减比例不到20%。
- 炮兵现有5个美式炮兵团：炮兵第4、5、10、12和13团；野战重炮和重迫炮共有14个团又2个营；战防炮团4个；高射炮团8个；照测总队1个。共74,606人，计划保留52,800人，裁减比例略高于16%。对炮兵各团重新调配计划，如美式炮团改编为师属炮兵；战防炮团和高射炮团，除其中的摩托化和中口径以上高射炮保留为独立炮兵团和独立高射炮兵团外，其余也都拨配各师使用。

陆军部队共约180万人；军事机构和学校的人数减为70万人。整编中的退伍复员的官兵预计为200－270万左右。
1946年1月12日，国共停战协议生效，在1月16日召开的政治协商会议上，军政部次长林蔚作了《关于整军的报告》。根据该报告，1937年抗战爆发时部队总数量有49军、128师、30旅。1943年底扩张至124军、354师、31旅、15营。从1945年初起，国民政府陆续对军队进行了整军，基本原则是各部队一律裁并三分之一，共已裁减了36军、111师、21旅、83团、10营人；已编妥者87军、235师、8旅、35团、5营；未经整编者尚有4军、18师，大部在新疆未易实行之地区；现有89个步兵军、2个骑兵军、253个师（内有新增青年军3军8师及新改编2师）约380余万人。预定充实陆军总部美械装备12军、36师；国械装备10军、31师。国方拟将前述军队裁减为180万人，整编成90个师、骑兵10个旅及若干特种兵及勤务部队。 
1946年2月中下旬，国军各军师长们云集南京，参加国民政府军事委员召开的军队整军复员会议（“全国整军会议”）。原计划汰弱留强，后因各派系各部队要求公平，遂改为凡整编部队一律裁减1／3，导致强者变弱，弱者更弱。在南京整军会议期间，以整编第74师为模范师，在南京城外举行军事演习，向国民党将领展示陆空配合的攻击作战。主持演习的白崇禧在讲评时声称：国军以现代化武器去打共产党，是不成问题的。
1946年2月25日，国共根据双十协议和政治协商会议的精神，由张治中、周恩来、马歇尔三人军事小组签署了《关于军队整编及统编中共部队为国军之基本方案》（通称“整军方案”），其中第一期的整编确定为政府军90个师，中共军18个师，一年内双方将除此之外的部队裁减复员，“陆军包括由三个师所组成之各军……至十二个月终了，全国陆军应为一零八师……在此数内，由中共部队编成者计十八个师”；随后半年进行缩编，比例仍为5:1，即政府军缩编成50个师，中共军缩编成10个师，统编为20个军。
1946年3月的国民党六届二中全会上，军政次长林蔚的《军事复员报告》数据有所不同，称政府军队及机关学校现有490万，打算裁减到347万，编为90个师；国民党政府军将在18个月内分两期整编：第一期12个月，部队裁减为30个军90个师，其中第一阶段先将军改为师，师改为旅，预定5月底完成；第二阶段统一编成90个师，两期预计复员官兵143万人；第二期全军编为50个师，预计复员官兵65万人，地方保安团队亦复员 1／3。1946年3月3日，军政部长陈诚在国民党六届二中全会上做军队复员整编工作报告，明确了国军第一期复员整编的时间表：“自三月十六日起，集团军总部复员为军部，军复员为师，各师裁减一团，编成为二团制之旅”。目标为将现有部队复员为“三十个军、九十个师、五十一个兵工建设总队”。陈诚主张实行大编制、小编成：即基层连营编制大，而军师编制小。陈诚认为美国仅“九十师，即能应付大战，我裁编为百师有何不可”。周恩来在1946年3月18日出席重庆中外记者招待会谈到整军问题时说：“在政协会议中，军政部次长林蔚氏报告，政府军队现有三百八十万，要减到一百八十万，编为九十个师。但在二中全会中，同一人的报告则说政府军队及机关学校现有四百九十万，将来只减到三百四十七万，仍编九十个师，这和在政协报告中的数目比较，多出了一百六十七万。即去掉机关学校，仍然会多出很多，那就是所谓兵工总队，成为正规军的后备队或补充队。这是违反政协决议和整军方案中复员计划的，因这既不能减少国库开支，且将保持额外的一部分队伍，完全与复员精神相反。”这里说的额外部分队伍，应是指扣除机关学校人数后额外的数十万特种兵及勤务部队。
国军整编于3月展开。第一期整编预计分三批在1946年8月底完成。第一批整编陇海路沿线的27个军67个师，4月底完成；第二批整编长江以南的30个军84个师，6月底基本完成； 第三批计划整编陇海路以北的32个军，自7月开始。 因全面内战爆发而停止，未在东北、华北实施整编。完成组编了57个整编师。这种整编本身由于时间所限和计划的粗糙，很多时候象征意义大于实际意义。如第三十八集团军电称：“整编之各师军，不论其是否改编完毕，统自五月一日起军改称为整编某某师，师改称为旅。”国民党政府裁减实数尚缺乏确切统计。按中共的统计，1946年6月，国民党军队总数为430万人，则较林蔚所称1945年底490万的数量约减少了60万人， 但国民党军队缺额甚多，此减少数字完全可能是名义而非实数。整编后国民党军队军官被裁后有关情况突出，但很少士兵被裁情况说明一些问题。
行政院设立了复员官兵计划委员会：“对于复员官兵之生计，负统筹设计之责，务使人人各安其业，各得其所”。根据其计划， 预计第一期复员军官18万人，其中1万人深造，1万人退役，1万人集团转业外，15万人将经3个月至1年的训练后，予以个别转业。转业计划为，警官4万人，交通管理5千人，工矿管理2千人，农村垦牧1千人，土地测量1千人，地方行政2万人，地方卫生2千人，金融财政1千人，民众义务教员4万人，劳动服务队督导员4万人，总预算2,010亿元，加上上述事业开办费和军官薪俸（每月人均7万元）， 共需3566亿元。复员士兵125万人， “除择优深造及资遣退役者约二十五万人外，尚余百万人，即行集团转业，分配于修筑铁路、公路、水利、工程及垦殖畜牧等项”。这些纸面计划，真正付诸实施的，是成立了20个军官总队及4个直属军官大队以收容被裁军官。据重庆警备总司令孙元良回忆：重庆一地的登记失业军官即多达4千余人。
1947年5月12日，中央训练团将官班失业学员500余人，于中山陵谒陵时，因感生活无着，“多掩面痛泣”，并表示如不能按目前待遇发给编余者，将续向行政院请愿。史称“哭陵事件”。根据国防部1947年9月统计，复员官佐人数总计约23万余人，其中编余16万余人，失业7万余人；最终安排留用约7万人，转业5.6万人，退役10.6万余人。
内战全面爆发下辖3个旅6个团的整编师为过渡时期一般形态。整编师的原定的最终状态是准备去日本当占领军的榮譽第一師改编的整编第67师，仅辖3个团。
1946年整军计划中，整编师的番号从第1至第90，缺编第84、86、87、88、89等五个整编师番号。大部分军沿用自己的番号改编为整编师。例如第五军改为整编第5师。但很多著名的嫡系军使用所辖的最有名的师（起家部队）的番号改为整编师：
- 整编第2师：第五十二军改编。因为该军辖第2师。
- 整编第3师：第十军改编。因为该军辖第3师。
- 整编第6师：第三军改编。
- 整编第9师：第二军改编。因为该军辖第9师。
- 整编第10师：第十四军改编。因为该军辖第10师。
- 整编第11师：第十八军改编。因为该军辖第11师。
- 整编第14师：新六军改编。因为该军辖第14师。
- 整编第50师：新一军改编。因为该军辖第50师。

番号大于90的几个军的改编情况：
- 整编第23师：第九十一军改编。
- 整编第29师：第九十二军改编。
- 整编第31师：第九十三军改编。
- 整编第37师：第九十四军改编。
- 整编第39师：第九十五军改编。
- 整编第45师：第九十六军改编。
- 整编第52师：第九十七军改编。第五十二军使用整编第2师番号。
- 整编第57师：第九十八军改编。
- 整编第69师：第九十九军改编。
- 整编第83师：第一百军改编。

1947年下半年始一些部队又开始陆续恢复三团制整编旅。
1948年8月2日～7日，在南京国防部礼堂举行军事检讨会议。参加会议的有蒋介石、何应钦、顾祝同、白崇禧、林蔚、刘斐、萧毅肃、关麟征、周至柔、王叔铭、桂永清、郭忏、汤恩伯、范汉杰、杜聿明、宋希濂、黄维、李默庵、霍揆彰、孙立人、黄百韬和刘峙的代表李树正、胡宗南的代表沈策及军长等，加上国防部厅、署、司、局长，总计参加会议的有120余人。会议决定：现有的整编师、整编军、集团军及现行之兵团一律撤销，所有部队“划一编制，等齐战力，并确下以军为战略单位，下辖2～3个师，师辖3个团，辎重装备适宜分配之”；“确定5个军编成一个兵团，为会战单位，并授予兵团司令官以人事、赏罚及督导、补给之全权，俾同一兵内之各军利害与共，休戚相关”。
根据参谋总长顾祝同1948年9月8日“制也字一二〇二号代电”《为整编师旅恢复为军师番号及将新编暂编部队改称正规番号》至1948年9月除了新疆外的所有整编师旅撤销，恢复了军师编制。各师所辖团番号为师之三倍，其有缺一团者则缺最末一团番号。

## 整编师清单
| 整编师            | 改编自                                   | 去向                                        | 编成                                                                                | 隶属           | 领导人                                                    | 作战情况 | 注释 |
| ----------------- | ---------------------------------------- | ------------------------------------------- | ----------------------------------------------------------------------------------- | -------------- | --------------------------------------------------------- | --- | --- |
| 整编第1师         | 第一军                                   | 第一军                                      | 1、78、167旅                                                                        |                | 师长罗列                                                  | | |
| 整编第2师         | 第五十二军                               |                                             | 2、25、195旅                                                                        |                | 师长赵公武                                                | | 未实施 |
| 整编第2师         | 潍县被歼整45师之余部1948年春改编         | 第二十三军                                  | 57、211、213旅                                                                      |                |                                                           | 济南战役被歼 | |
| 整编第3师         | 第十军                                   | 第十军                                      | 3、20、新1旅                                                                        |                | 师长赵锡田                                                | 被歼灭 | |
| 整编第3师         | 以整11师18旅为骨干1947年12月新建         | 第十军                                      | 18、75旅                                                                            |                | 师长谭道善                                                | 定陶战役、祝王寨战役、双堆集战役接连被全歼3次                                                                        | |
| 整编第4师         | 第四军                                   |                                             | 59、90、102旅                                                                       |                | 师长王作华/欧震                                           | 在苏北作战。1947年12月26日盐南战役从东台向刘庄运动，整编第90旅被全歼，副旅长张晓柳、参谋长罗立被俘，旅长薛仲述身免。 | |
| 整编第5师         | 第五军                                   | 第五军                                      | 45、96、200旅 47年整编而成，辖45、200旅 48年扩编，辖45、46、200旅                   |                | 师长邱清泉                                                | | 整46旅来自整9师 |
| 整编第6师         | 第三军                                   | 第三军                                      | 7、32旅                                                                             |                | 师长罗历戎                                                | | 未实施。 |
| 整编第6师         | 48年由38师17旅、暂2旅组建                |                                             | 17、暂2旅                                                                           |                |                                                           | | 中央军胡宗南系 |
| 整编第7师         | 第七军                                   | 第七军                                      | 171、172旅                                                                          |                | 师长徐启明                                                | | |
| 整编第8师         | 第八军                                   | 第三十九军                                  | 42（荣一师）、103、166、独立旅（43旅）                                              | 整21军/整8军   | 师长李弥 103旅王伯勋升任副师长                            | | 全美械。后扩编为整八军，辖整编荣一师（42旅、43旅）、整编第八师（166旅李荩宣，103旅程鹏）。48年3月应范汉杰要求，4月整荣一师运秦皇岛、锦西；李弥建议42旅与166旅对调。6月整8师运华北。王伯勋携整八军前线指挥所前往，但部队未参战。李弥带整八军军部及直属队一直在烟台、青岛。整荣一师改番号为第九军，下辖3师（43旅改）、166师。整八师恢复番号第八军，辖42D、新三旅。全军一半为新兵，无战斗力。第三十九军由留驻烟台部队扩编，过程是王伯勋接任李弥8军军长，随即改番号为39军。48年7月，第八、第九军调回华东，李弥同时率整编军部及新编旅到蚌埠组建13兵团任司令官。 |
| 整编第9师         | 第二军                                   | 第二军                                      | 9、76、预2旅                                                                        |                | 师长王凌云/1947年12月陈克非                               | | |
| 整编第10师        | 第十四军                                 | 第十四军                                    | 10、83、85旅                                                                        |                | 师长熊绶春/罗广文                                         | | |
| 整编第11师        | 第十八军                                 | 第十八军                                    | 11、18、118旅                                                                       |                | 师长胡琏                                                  | | |
| 整编第12师        | 第十二军                                 | 第十二军                                    | 111、112旅                                                                          |                | 师长霍守义                                                | | 东北军半中央化 |
| 整编第13师        | 第十三军                                 |                                             | 4、54、89旅                                                                         |                | 师长石觉                                                  | | 未实施 |
| 整编第13师        | 48年以17师84旅、独立135旅、76师144旅组建 | 第六十九军                                  | 84、135、144旅                                                                      |                |                                                           | | 中央军胡宗南系 |
| 整编第14师        | 新六军                                   |                                             | 14、22、207旅                                                                       |                | 师长廖耀湘                                                | | 未实施 |
| 整编第15师        | 第十五军和中央军独立135师                | 第十五军                                    | 64、135旅、新25旅                                                                   |                | 师长武庭麟 副师长姚北辰中将 副师长杨天民少将 参谋长尹作斡 | 豫西战役、西南战役中被全歼2次                                                                                        | |
| 整编第16师(1)     | 第十六军和原12军22师                     |                                             | 22、94、109旅                                                                       |                | 师长李正先                                                | | 未实施。中央军胡宗南系 |
| 整编第16师(2)     | 1948年5月第三军(重建)                    | 改为第三军，辖17师、250师。                 | 17、新9、暂3旅                                                                      |                | 师长李正先                                                | | 中央军胡宗南系 |
| 整编第17师        | 第十七军和3军12师                        |                                             | 12、48、84旅                                                                        |                | 师长何文鼎                                                | | 中央军胡宗南系。中型迫击炮65门，缺乏火炮 |
| 整编第18师        | 第十一军                                 | 第十一军                                    | 168、暂9、骑10旅                                                                    |                | 师长马敦静                                                | | 马鸿逵宁马 |
| 整编第19师        | 第十九军                                 | 第十九军                                    | 68、暂37、暂40旅                                                                    |                | 师长许鸿林                                                | | 未实施 阎锡山晋军 |
| 整编第20师        | 第二十军                                 | 第二十军                                    | 133、134旅                                                                          |                | 师长杨干才                                                | | 杨森川军，半美械装备。 |
| 整编第21师        | 第二十一军和50军新7师                    | 第二十一军                                  | 145、146、新7旅                                                                     |                | 师长刘雨卿                                                | | 川军唐式遵部 |
| 整编第22师        | 第二十二军                               |                                             | 86、新11旅                                                                          |                | 师长左世允                                                | | 未实施 |
| 整编第23师        | 第九十一军和骑三军                       | 第九十一军                                  | 191、新4、骑9旅                                                                     |                | 师长王晋                                                  | | 中央军 |
| 整编第24师        | 第二十四军                               | 第二十四军                                  | 136、137旅                                                                          |                | 师长刘文辉                                                | | 川军刘文辉系 |
| 整编第25师        | 第二十五军和50军148师                    | 第二十五军                                  | 40、108、148旅                                                                      |                | 师长黄百韬                                                | | |
| 整编第26师        | 第二十六军                               |                                             | 41、44、169旅                                                                       |                | 师长马励武                                                | 鲁南战役被全歼 | |
| 整编第26师        | 47年由93旅等部为基干组建                 | 第二十六军                                  | 93、193旅                                                                           |                |                                                           | | 半美械装备 |
| 整编第27师        | 第二十七军和独立49师                     | 第二十七军                                  | 31、47、49旅                                                                        |                | 师长王应遵                                                | 于瓦子街战役被全歼                                                                                                   | 中央军胡宗南系。中型迫击炮44门，缺乏火炮 |
| 整编第28师        | 第二十八军和70军80师                     | 第二十八军                                  | 52、80、192旅                                                                       |                | 师长李勃/李良荣                                           | | 半美械装备 |
| 整编第29师        | 第九十二军                               |                                             | 21、56、142旅                                                                       |                | 师长侯镜如                                                | | 未执行 |
| 整编第30师        | 第三十军                                 | 第三十军                                    | 27、30、李学正第67旅陈诚系                                                          | 董钊整一军     | 师长鲁崇义                                                | | 孙连仲西北军/中央军胡宗南系 |
| 整编第31师        | 第九十三军                               |                                             | 暂18、暂20、暂22旅                                                                  |                | 师长卢濬泉                                                | | 滇军 未实施 |
| 整编第31师        | 1948年组建                               | 第四十五军                                  | 第97旅、第102旅                                                                     |                |                                                           | | |
| 整编第32师        | 第三十二军                               | 第三十二军                                  | 139、141旅                                                                          |                | 师长唐永良                                                | 于鲁西南战役、胶济路西段战役被全歼2次                                                                                | 1947年139旅改149旅 |
| 整编第32师        | 1947年以整32师残部和新36师组建           | 第三十二军                                  | 141、新36旅 1948年再次整编，辖57、新36旅                                            |                |                                                           | | |
| 整编第33师        | 第三十三军                               |                                             | 71、暂38、暂46旅                                                                    |                | 师长沈瑞                                                  | | 未执行 |
| 整编第34师        | 第三十四军                               |                                             | 73、暂44、暂45旅                                                                    |                | 师长高卓之                                                | | 未执行 |
| 整编第35师        | 第三十五军                               |                                             | 101、新31、新32旅                                                                   |                | 师长鲁英麟                                                | | 未执行 |
| 整编第35师        | 1948年初由整54师分编                     | 第五十四军                                  | 第8、第198旅                                                                        | 锦州指挥所     | 师长阙汉骞                                                | | 1948年初由青岛调至锦州改称第54军，暂57师拨隶 |
| 整编第36师        | 第三十六军                               | 第三十六军                                  | 28、123、165旅                                                                      |                | 师长钟松                                                  | 于沙家店战役、澄合战役、大荔战役、西南战役被全歼4次                                                                  | |
| 整编第37师        | 第九十四军                               |                                             | 5、43、121旅                                                                        |                | 师长牟庭芳                                                | | 半美械装备，土木系。未执行 |
| 整编第38师        | 第三十八军                               | 第三十八军                                  | 17、55、177旅                                                                       |                | 师长张耀明                                                | | 原为杨虎城陕军，后为中央军胡宗南系。17旅改隶第3军 |
| 整编第39师        | 第九十五军                               | 第九十五军                                  | 126、新9旅（1947年改称整编107旅）                                                   |                | 师长黄隐                                                  | | 川军邓锡侯部 |
| 整编第40师        | 邯郸战役后第四十军残部和伪40军           | 第四十军                                    | 39、106旅                                                                           |                | 师长李振清                                                | | 西北军庞炳勋部 |
| 整编第41师        | 第四十一军                               | 第四十一军                                  | 辖104、122、124旅                                                                   |                | 师长陈宗仁/曹甦元                                         | 滑县战役，二克洛阳战役104旅接连被歼灭两次，整补后改隶第15绥靖区                                                      | 川军孙震部 |
| 整编第42师        | 第四十二军和独立128师                    | 第四十二军                                  | 128、预7、暂58旅                                                                    |                | 师长杨德亮                                                | | 驻新疆 |
| 整编第43师        | 第四十三军                               |                                             | 70、暂39、暂49旅                                                                    |                | 师长刘效曾                                                | | 未执行，阎军 |
| 整编第44师        | 第四十四军                               | 第四十四军                                  | 150、162旅                                                                          |                | 师长王泽濬                                                | | 川军刘湘部 |
| 整编第45师        | 第九十六军（原骑二军）与伪军赵保原部     |                                             | 211、213、214旅                                                                     |                | 师长廖运泽                                                | | 潍县被歼灭，余部改编为整编2师 |
| 整编第45师        | 在蚌埠重建                               | 第九十六军                                  |                                                                                     |                |                                                           | | |
| 整编第46师        | 第四十六军                               | 第四十六军                                  | 175、188、新19旅                                                                    |                | 师长韩练成                                                | 莱芜战役被歼后重建                                                                                                   | 桂军，半美械装备 |
| 整编第47师        | 第四十五军与第四十七军                   | 第四十七军                                  | 125、127旅                                                                          |                | 师长陈鼎勋                                                | | 川军邓锡侯部 |
| 整编第48师        | 第四十八军与第八十四军                   | 第四十八军                                  | 138、174、176旅 48年辖138、175旅（整97师），176旅                                   |                | 师长张光伟                                                | | 桂军 |
| 整编第49师        | 第四十九军和第八十八军79师               |                                             | 26、79、105旅                                                                       |                | 师长王铁汉                                                | | 中央化东北军 |
| 整编第50师        | 新一军                                   |                                             | 新50旅                                                                              |                | 师长潘裕昆                                                | | 未执行 |
| 整编第50师        | 48年以整54师36旅等组建                   |                                             | 36、新7旅                                                                           |                |                                                           | | 中央军，半美械装备 |
| 整编第51师        | 第五十一军                               | 第五十一军                                  | 113、114旅，41旅（原整26师） 47年重建辖41、113旅                                    |                | 师长周毓英（1947年1月被俘）/王严                          | 鲁南战役被全歼 | 东北军半中央军化 |
| 整编第52师        | 第九十七军                               | 第九十七军                                  | 33、82旅、新29旅                                                                    |                | 师长王毓文                                                | 固守临城10个月 | 中央军汤恩伯部 |
| 整编第53师        | 第五十三军                               |                                             | 116、130旅                                                                          |                | 师长周福成                                                | | 未执行 半美械装备 |
| 整编第54师        | 第五十四军(1947.12)                      |                                             | 8、36、198旅                                                                        |                | 师长阙汉骞                                                | | 土木系，美械装备。1948年初分编为整54师与整35师 |
| 整编第54师        | 1948年初整54师36旅与保安第4纵队          | 第五十军                                    | 36、107、270旅                                                                      | 第11绥区       | 师长李志鹏                                                | | |
| 整编第55师        | 第五十五军与第六十九军                   |                                             | 29、74、181旅                                                                       |                | 师长曹福麟                                                | | 西北军刘汝明部 |
| 整编第56师        | 第五十六军和95军新17师                   |                                             | 163、164、新17旅                                                                    | 15绥靖区       | 师长潘文华                                                | | 川军潘文华部 |
| 整编第57师        | 第九十八军和29军117师                    | 第九十八军                                  | 117、预3、60旅                                                                      |                | 师长段霖茂                                                | 沙土集战役被全歼 | 中央军 |
| 整编第57师        | 重建                                     | 第九十八军                                  | 117、60旅                                                                           |                |                                                           | | |
| 整编第58师        | 第五十八军                               | 第五十八军                                  | 183、10、11旅                                                                       |                | 师长鲁道源                                                | | 滇军 |
| 整编第59师        | 第五十九军                               |                                             | 38、180旅                                                                           |                | 师长刘振三                                                | | 西北军冯治安部 |
| 整编第60师        | 第六十军                                 |                                             | 182、184、暂21旅                                                                    |                | 师长曾泽生                                                | | 未执行 |
| 整编第61师        | 第六十一军                               |                                             | 66、69、72旅                                                                        |                | 师长梁培璜                                                | | 未执行 阎军 |
| 整编第62师        | 第六十二军                               | 第六十二军                                  | 95、151、157旅                                                                      |                | 师长黄涛                                                  | | 粤军余汉谋部（95旅系中央军陈诚土木系），半美械装备 |
| 整编第63师        | 第六十三军                               | 第六十三军                                  | 152、153、186旅                                                                     |                | 师长林湛                                                  | | 粤军余汉谋部 |
| 整编第64师        | 第六十四军                               | 第六十四军                                  | 131、156、159旅                                                                     |                | 师长张弛                                                  | | 粤军余汉谋部 |
| 整编第65师        | 第六十五军                               | 第六十五军                                  | 154、160、187旅                                                                     |                | 师长李振                                                  | | 中央化粤军 |
| 整编第66师        | 第六十六军和八十六军13师                 | 第六十六军                                  | 13、185、199旅                                                                      |                | 师长宋瑞柯                                                | 47年鲁西南战役被歼                                                                                                   | 土木系 |
| 整编第67师        | 荣誉第二师                               | 1947年3月缩编为整编44旅，副师长刘声鹤任旅长 |                                                                                     | 整83师(1947.3) | 师长戴坚 副师长刘声鹤                                     | 1946年7月初苏北战场伤亡四千余人                                                                                      | 辖三个步兵团，建制15000人 |
| 整编第68师        | 第六十八军和十二军81师                   |                                             | 81、119、143旅                                                                      |                | 师长刘汝珍                                                | | 西北军刘汝明部 |
| 整编第69师        | 第九十九军和三十七军60师                 | 第九十九军                                  | 60、92、99旅                                                                        |                | 师长梁汉明                                                | 47年宿北战役被歼 | 土木系 |
| 整编第70师        | 第七十军                                 |                                             | 139、140旅                                                                          |                | 师长陈颐鼎                                                | 47年鲁西南战役被歼                                                                                                   | |
| 整编第70师        | 整5师的96旅为骨干新编                    | 第七十军                                    | 96、139旅 48年增编32旅                                                              |                |                                                           | | 组建时11131人野炮8门。 |
| 整编第71师        | 第七十一军                               |                                             | 87、88、91旅                                                                        |                | 师长陈明仁                                                | | 未执行 |
| 整编第72师        | 第七十二军                               | 第七十二军                                  | 34、新13、新15旅 47年重建辖34、新15旅                                               |                | 师长杨文泉                                                | 47年泰蒙战役被歼 | 川军王陵基部 |
| 整编第73师        | 47年莱芜战役被歼第七十三军残部           | 第七十三军                                  | 15、77旅                                                                            |                | 师长韩浚                                                  | | 何应钦系 |
| 整编第74师        | 第七十四军                               | 第七十四军                                  | 51、57、58旅 重建辖51、58旅                                                         |                | 师长张灵甫                                                | 47年孟良崮战役被歼                                                                                                   | |
| 整编第75师        | 第七十五军                               | 第七十五军                                  | 6、16旅                                                                             |                | 师长柳际明                                                | | 中央军 |
| 整编第76师        | 第七十六军和七十八军                     | 第七十六军                                  | 24（旅长张新）、144旅（旅长贾贵英） 47年增加新1旅（旅长黄永瓒） 48年重建辖24、新1旅 | 整编第二十九军 | 师长廖昂                                                  | 1947年9月初豫西战役新一旅被歼；48年延清战役被歼                                                                      | 胡宗南系 |
| 整编第77师        | 第七十七军                               | 第七十七军                                  | 37、132旅                                                                           |                | 师长王长海                                                | | 西北军冯治安部 |
| 整编第78师        | 新二军                                   | 第七十八军                                  | 新45、新46旅 后改178、179、227旅                                                    |                | 师长李铁军                                                | | 胡宗南系 |
| 整编第79师        | 第七十九军                               | 第七十九军                                  | 98、194旅                                                                           |                | 师长方靖                                                  | | 土木系 |
| 整编第80师        | 暂三军                                   |                                             | 暂10、暂11、暂17旅                                                                  |                | 师长袁庆荣                                                | | 傅作义部，未执行 |
| 整编第81师        | 第八十一军                               | 第八十一军                                  | 35、暂60旅                                                                          |                | 师长马鸿宾                                                | | 马鸿宾宁马 |
| 整编第82师        | 第八十二军                               | 第八十二军                                  | 100、暂61、新骑8旅                                                                  |                | 师长马继援                                                | | 马步芳青马 |
| 整编第83师        | 第一百军                                 | 第一百军                                    | 19、63旅 重建后增加44旅                                                             |                | 师长李天霞                                                | 47年苏中战役被歼 | |
| 整编第84师        | 46年空缺                                 |                                             |                                                                                     |                |                                                           | | |
| 整编第84师        | 47年吴化文伪军新10师                     | 第八十四军                                  | 155、161旅                                                                          |                | 师长吴化文                                                | | |
| 整编第85师        | 第八十五军                               | 第八十五军                                  | 23、110旅                                                                           |                | 师长吴绍周                                                | | 汤恩伯部 |
| 整编第86师        | 新1军新38师、新30师                      |                                             | 新30、新38旅                                                                        |                | 师长孙立人                                                | | 未执行 |
| 整编第87师        | 新6军新22师为基干                        |                                             | 新22旅                                                                              |                | 师长李涛                                                  | | 未执行 |
| 整编第88师        | 第八十八军和二十八军62师                 |                                             | 62、新21旅                                                                          |                | 师长方先觉                                                | 47年巨金鱼战役后被歼                                                                                                 | 中央化川军 |
| 整编第88师        | 47年重建                                 | 第八十八军                                  | 49、149旅                                                                           |                |                                                           | | |
| 整编第89师        | 空缺                                     |                                             |                                                                                     |                |                                                           | | |
| 整编第90师        | 第九十军                                 | 第九十军                                    | 53、61旅                                                                            |                | 师长陈武/严明                                             | | 胡宗南系 |
| 整编荣誉第1师     | 整8师分出                                | 第八军、第九军                              | 辖42旅（荣一师，周开成）、43旅（独立旅，周藩）                                      |                | 整8师副师长汪波升任整荣1师师长 166旅长升任黄淑副师长      | | 1948月4月，整荣1师副师长黄淑率第43旅、第166旅船运锦西葫芦岛，于5月改称第9军，黄淑任军长，第43旅改称第3师，第166旅改称第166师。6月，第42旅、新1旅船运冀东秦皇岛。7月下旬，驻锦西、冀东的部队乘船运往上海，之后转往蚌埠，于李弥自青岛带出的部队会合，于8月间扩充为第13兵团，李弥升任司令官。在青岛整八军独立旅(旅长王青云）名义招兵拉丁后改为第九军253师 |
| 整编第97师        | 整48师174旅和整46师175旅残部             | 第五十六军                                  | 174、175旅                                                                          |                |                                                           | | 桂军 |
| 青年军整编第202师 |                                          |                                             | 第三十七军                                                                          |                |                                                           | | |
| 青年军整编第203师 |                                          | 第五十七军                                  |                                                                                     |                |                                                           | | |
| 青年军整编第205师 |                                          | 第三十一军                                  |                                                                                     |                |                                                           | | |
| 青年军整编第206师 |                                          |                                             |                                                                                     |                |                                                           | 被歼 | |
| 青年军整编第207师 |                                          |                                             |                                                                                     |                |                                                           | 被歼 | |
| 青年军整编第208师 |                                          | 第八十七军                                  |                                                                                     |                |                                                           | | |
| 整编骑兵第1师     | 骑兵第五军                               |                                             |                                                                                     |                |                                                           | | |
| 暂23师            | 郝鹏举残部                               | 第一〇六军                                  |                                                                                     |                |                                                           | | |
| 暂24师            | 张岚峰残部                               | 第五军第46师                                |                                                                                     |                |                                                           | | |
| 暂25师            | 孙良诚部                                 | 第一〇七军                                  |                                                                                     |                |                                                           | | |

## 参見
- 整編軍
- 暫編師